# Ørgenvika Station
Ørgenvika Station (Ørgenvika stasjon) var en jernbanestation på Bergensbanen, der lå i Krødsherad kommune i Norge.
Ørgenvika blev oprindeligt etableret som et krydsningsspor i forbindelse med banens åbning 1. december 1909. 1. februar 1911 blev der etableret en holdeplads, der blev opgraderet til station i 1918. Indtil april 1921 hed stationen Ørjenviken. I 1914/1915 var der 1.998 passagerer, et tal der i 1919/1920 var steget til 2.330.
Stationen fik sikringsanlæg 18. september 1970. Betjeningen med persontog ophørte 23. maj 1982, og 4. april 1986 blev stationen nedlagt, fordi den fjernstyrede Trolldalen Station overtog funktionen som krydsningsspor. Ørgenvika havde tunnel i begge ender af stationen, hvilket gjorde det vanskeligt at forlænge krydsningssporet i modsætning til Trolldalen.